# Завод «Невское стеариновое товарищество»

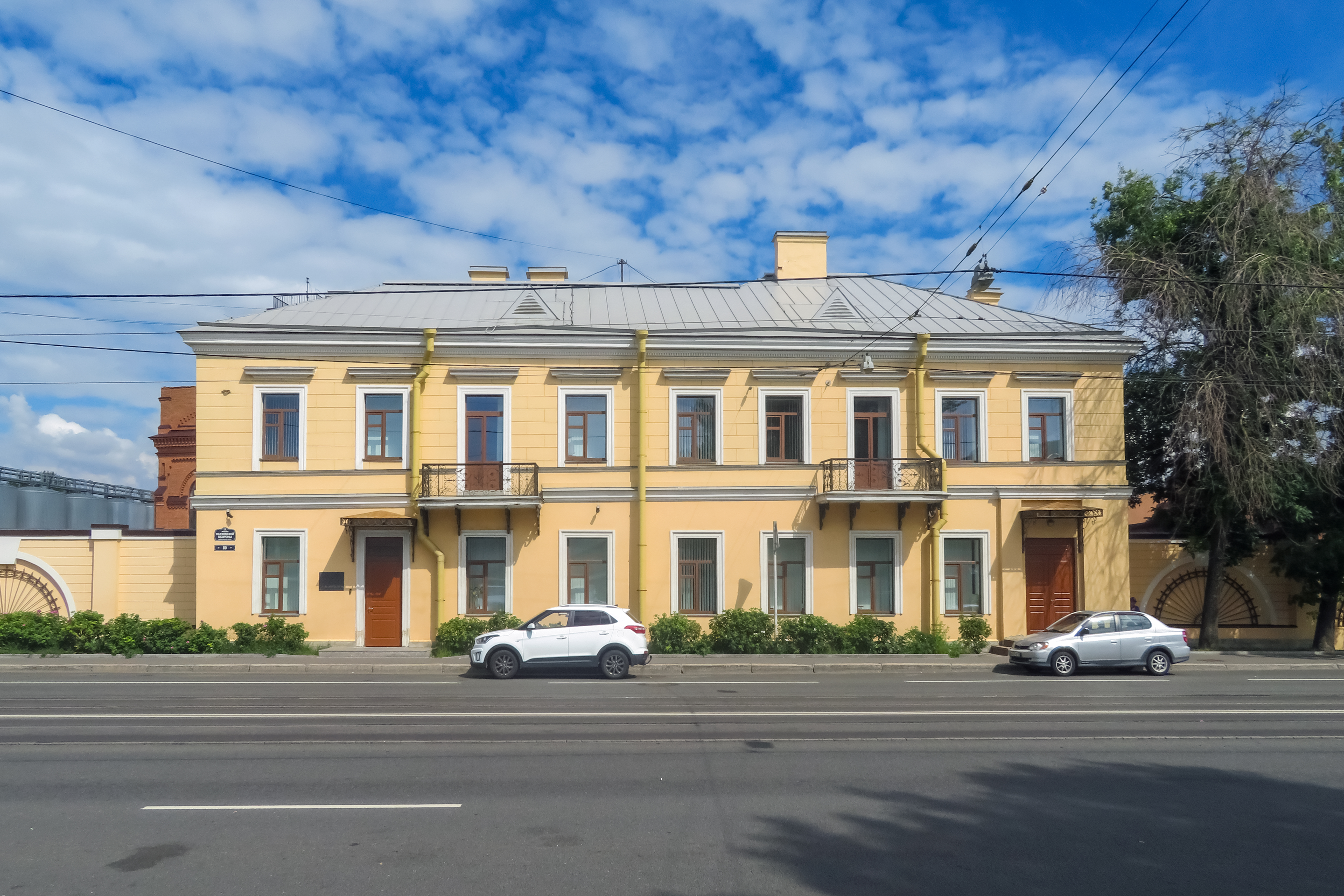
Заводоуправление

Завод «Невское стеариновое товарищество» — памятник архитектуры. Расположен в Санкт-Петербурге, современный адрес — проспект Обуховской Обороны, 80.
Производство было основано по указу Николая I в 1839 году как «Общество для выделки стеариновых свечей, олеина и мыла», в 1851 году на его базе была создана Компания Невского стеаринового и мыловаренного завода, после объединения с аналогичным московским производством в 1868 году возникло Невское стеариновое товарищество. Качество продукции было известно с 1843 года, когда в качестве свидетельства высокого качества Санкт-Петербургский Невский завод получил право изображать на своей продукции государственный герб. Завод был национализирован и законсервирован после Октябрьской революции, возобновил работу с 1925 года, во время Великой Отечественной войны варил мыло, создавал динамитный глицерин и порошки для горючих смесей, после войны в ассортимент добавились зубные пасты и косметическая продукция. С 1992 года завод преобразован в АО «Невская косметика».
Изначальные строения завода не сохранились — производство было пожароопасным, пожары случались регулярно, в частности, всё производство сгорело в 1855 году. В 1857 году Л. Л. Бонштедт построил новое здание стеаринового завода, в 1859—1860 годах он же надстроил здание мыловаренного. Трёхэтажный цех косметической продукции был построен в 1894 году (на фронтоне указана дата). Краснокирпичное здание массивное, с контрфорсами ступенчатой формы, окна витражные, с обрамлением архивольтами, карниз украшен профилями и дентикулами. В 1905 и 1911 годах А. В. Кеннель построил на территории склады, на проспект выходит двухэтажный дом управляющего (вторая половина XIX века, архитектор неизвестен). Неохраняемая как памятник казарма парфюмерной фабрики была снесена в 2013 году с нарушением правил сноса строений, находящихся рядом с памятниками архитектуры, позднее был снесён ещё один корпус, существовал риск разрушения глицеринового цеха. Охранным статусом памятников архитектуры обладают главный корпус Глицеринового завода, корпус глицериновой дистилляции, главное здание стеаринового завода, заводоуправление и котельная, корпуса Д, З, И, Ц и Ы.
Исторические корпуса были отреставрированы в 2013—2015 годах.